# Емеріко Амарі
Емеріко Амарі (італ. Emerico Amari; 10 травня 1810, Палермо, Сицилійське королівство — 20 вересня 1870, Палермо, Королівство Італія) — видатний італійський політик, економіст, статистик, публіцист, юрист, видавець і педагог XIX століття. Один з видних діячів ліберального політичного руху часів італійського Рісорджіменто.

## Життєпис
Народився в шляхетській родині. Батько — граф С. Адріано Маріано Сальваторе Амарі (італ. Conte di S. Adriano Mariano Salvatore Amari), депутат сицилійського парламенту 1812 року, а мати, Розалія Байарді, належала до родини маркізів С. Карло (італ. Rosalia Baiardi, Marchesi di S . Carlo).
Закінчивши коледж Коласанціо в Палермо, Амарі вступив до університету Палермо, де отримав юридичну та економічну освіту з акцентом на політекономію. Деякий час пропрацювавши юристом, став займатися наукою, зокрема філософією. З 1836 році регулярно публікував статті на юридичні та економічні теми в ліберальному журналі Giornale de Statistica. З 1841 і до 1848року Емеріко Амарі викладав кримінальне право в Палермському університеті, де написав «Трактат про теорію прогресу» і в грудні 1842 року привернув увагу поліції Бурбонів своєю лекцією про смертну кару.
У 1842 році Амарі отримав призначення на посаду директора в'язниці міста Палермо, проте за участь в республіканських рухах 1847 і 1848 років був заарештований сам.

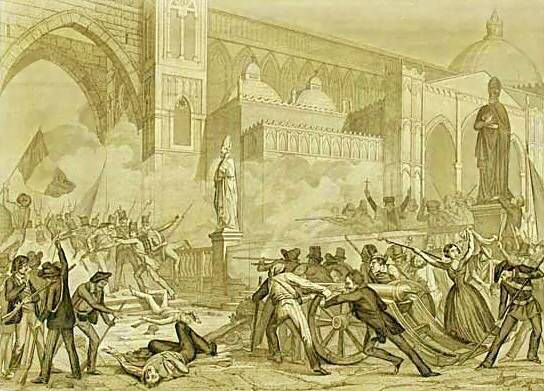
Події в Палермо (1848)

Під час Палермської революції був обраний до парламенту, де зайняв посаду віце-президента. Брав участь в розробці нової сицилійської конституції, був посланий революційним урядом в якості посла разом з патріотами Джузеппе Ла Фаріна і Франческо Феррара в Турин, щоб запропонувати корону Сицилії герцогу Генуї. Коли в 1849 році війська Бурбонів знову окупували Палермо і відновили монархію, Емеріко Амарі переїхав спочатку на Мальту, а потім в Геную (Сардинське королівство), де прожив 12 років.
Під час вигнання Амарі вів тривалу переписку зі своїм другом, також вигнанцем Франческо Ферраро і співпрацював з діловими газетами. До цього періоду відноситься його найбільш значуща робота — «Critica di una scienza delle legislazioni comparate» (Генуя, 1857). У 1859 році став викладачем філософії історії в Інституті вищих досліджень у Флоренції (італ. L'Istituto di studi superiore di Firenze).
У 1860 році, після успішної сицилійської кампанії Гарібальді, повернувся в Палермо, отримавши завдання від тимчасового уряду знайти рішення, які допомогли б інтегрувати Сицилію у об'єднану Італію, але незабаром пішов у відставку, зрозумівши, що Турин, натхнений жорстким централізмом, звів усі перемоги Гарібальді до простої анексії династією Савойї. Тому він відмовився від запропонованих йому державних посад, в тому числі від пропозиції сенатора і міністра народної освіти Мікеле Амарі очолити кафедру права і порівняльного законодавства в Університеті Палермо.
У 1861 році Емеріко Амарі був обраний депутатом першого парламенту Королівства Італії. Рік по тому, через смертельну хворобу сина Енріко, намагався піти у відставку, але подане ним прохання було відхилено. У 1867 році був знову обраний до італійського парламенту, але вже через рік остаточно пішов з парламентського життя. Замість цього, з 1868 року він був обраний до муніципальної ради Палермо, членом якого залишався до своєї смерті, яка сталася через невідому хворобу 20 вересня 1870 року в той же день, коли італійські війська увійшли в Рим, тим самим завершивши процес Рісорджіменто.
Після смерті Амарі в рідному місті йому була споруджена статуя, а одна з центральних вулиць Палермо була названа на його честь.